# Sheffield Motor Company
Die Sheffield Motor Company war ein britischer Hersteller von Automobilen.

## Unternehmensgeschichte
Harold und Ernest H. Hall sowie Archie Barnes gründeten 1903 das Unternehmen in Sheffield. Barnes war ihr Direktor. Im gleichen Jahr begann die Produktion von Automobilen. Der Markenname lautete Cavendish. 1905 endete die Produktion. Im Großraum Sheffield wurden sieben Fahrzeuge dieses Herstellers zugelassen. 1906 vertrieb das Unternehmen Automobile von Argyll Motors und Humber. Im gleichen Jahr übernahm Nesthill Properties Ltd. das Unternehmen.

## Fahrzeuge
Das Unternehmen verwendete Einbaumotoren verschiedener Hersteller und in unterschiedlicher Größe für ihre Fahrzeuge. Eine Quelle gibt Motoren mit 6 PS, 9 PS und 10 PS an, wobei der schwächste Motor von De Dion-Bouton kam. Eine andere Quelle nennt die Modelle 9 HP mit Motor von De Dion-Bouton und 8/10 HP mit Motor von Aster.